# Cheval du vent

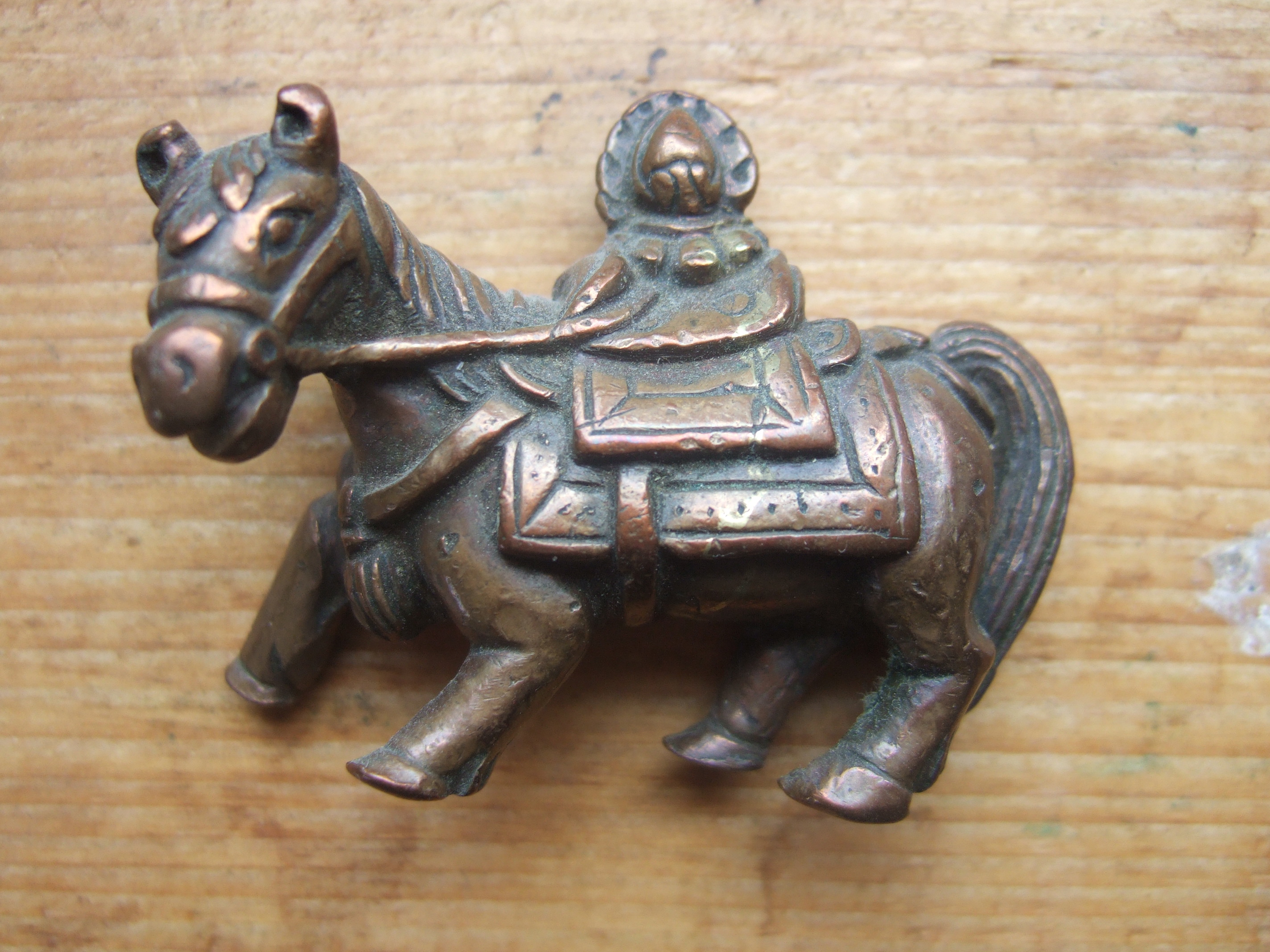
Statue tibétaine en bronze d'un cheval du vent, datant probablement du XIXe siècle

Le cheval du vent (tibétain : རླུང་རྟ་, Wylie : rlung rta, « loungta ») est une allégorie de l'âme humaine dans la tradition chamanique d'Asie centrale. Dans le bouddhisme tibétain, c'est une créature mythique, parfois représentée sur des drapeaux de prières aux côtés des quatre animaux symbolisant les quatre points cardinaux : garuda, dragon, tigre et lion des neiges.

## Dans la culture tibétaine

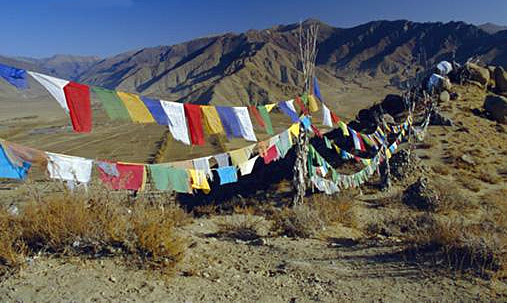
Des drapeau de prière de Lungta le long d'un chemin de montagne du Népal

Au Tibet, on fait la distinction entre le bouddhisme (Lha-cho, wylie: lha chos,  littéralement « la religion des dieux ») et la religion populaire (Mi-cho, wylie: mi chos, littéralement « la religion des humains »). Le cheval du vent était principalement une caractéristique de la culture populaire, une « notion mondaine d'un idéal laïc plutôt qu'un idéal religieux bouddhiste », comme l'explique le chercheur tibétain Samten G. Karmay.
Cependant, si « le concept originel de rlung ta n'a aucun rapport avec le bouddhisme », des éléments bouddhistes s'y sont toutefois incorporés, au fil des siècles. En particulier, dans le mouvement Rime du XIXe siècle, notamment le grand érudit Ju Mipham, a commencé à « créer un mélange systématique du shamanisme natif, d'épopée orale, et de Tantra bouddhistes, de taoïsme alchemique, de Dzogchen, et des Tantra de Kalachakra étranges et vastes ».
« Cheval du vent » a plusieurs sens dans le contexte tibétain. Comme le note Karmay, « le mot [cheval du vent] est encore et souvent utilisé par erreur pour signifier seulement le drapeau planté sur le toit d'une maison ou sur une éminence près d'un village. En fait, c'est un symbole de l'idée de bien-être ou de bonne fortune. Cette idée apparaît clairement dans les expressions comme  rlung rta dar ba, la montée du cheval du vent, quand les choses vont bien pour quelqu'un ; rlung rta rgud pa, le déclin du cheval du vent, quand le contraire arrive. L'équivalent familier en  est lam ’gro, qui signifie aussi la chance ».

### Origine
Dans son étude de 1998 The Arrow and the Spindle (« La Flèche et le Fuseau »), Karmay met en lumière  plusieurs antécédents à la tradition du cheval du vent au Tibet. Tout d'abord, il note qu'il y a longtemps eu confusion sur l'orthographe parce que le son produit par le mot peut s'écrire soit klung rta (cheval de rivière), soit rlung rta (cheval du vent). Au début du XXe siècle, le grand érudit Ju Mipham s'est senti obligé d'expliquer que, selon lui, rlung rta  était préférable à klung rta, ce qui indique  qu'un degré d'ambiguïté a dû subsister au moins jusqu'à son époque.
Karmay suggère que « cheval de rivière » était en fait le concept originel, présent dans le système tibétain d'astrologie nag rtsis importé de Chine. Le système nag rtsis a quatre éléments fondamentaux : srog (la force vitale), lu (wylie: lus, le corps), wangtang (wylie: dbang thang, « le champ de pouvoir »), et lungta (wylie : klung rta, le cheval de rivière). Karmey suggère que klung rta a pour origine le concept chinois du lung ma, « cheval du dragon », parce que dans la mythologie chinoise les dragons surgissent souvent de rivières (bien que druk soit le mot tibétain pour dragon, dans certains cas, ils ressembleraient au chinois lung phonétiquement). Ainsi, dans l'étymologie qu'il propose, le chinois lung ma est devenu klung rta, qui par la suite serait devenu rlung rta. Karmay ajoute que la dérive du concept de « cheval de rivière » en « cheval du vent » aurait été renforcée par l'association au Tibet du « cheval idéal » (rta chogs) à la rapidité et au vent.

### Symbolisme et usage: les quatre animaux et le rite de Lhasang
Sur les drapeaux de prière et les papiers imprimés, les chevaux du vent figurent d'ordinaire en compagnie des quatre animaux des directions cardinales, qui font « partie intégrante de la composition du rlung ta  » : le garuda ou kyung et le dragon dans les coins supérieurs, le tigre et le lion des neiges) dans les coins inférieurs. Dans ce contexte, le cheval du vent est représenté habituellement sans ailes, mais porte les trois joyaux, ou le joyau exauçant les souhaits. Son apparition est censée apporter la paix, la richesse et l'harmonie. L'invocation rituelle du cheval du vent se fait d'ordinaire dans la matinée et pendant la lune croissante. Les drapeaux eux-mêmes sont appelés habituellement les chevaux du vent. Ils flottent au vent et emportent les prières au ciel comme le cheval volant dans le vent.
Le garuda et le dragon tirent leur origine de la mythologie indienne pour le premier et de la chinoise pour le second. Cependant, pour ce qui est de l'origine des animaux en tant que tétrade, « il n'existe nulle part d'explication écrite ou orale » hormis un manuscrit du XIIIe siècle appelé dBu nag mi'u dra chag (l'apparition du petit homme à la tête noire). Un yack y remplace le lion des neiges, lequel n'était pas encore apparu en tant que symbole national du Tibet. Dans le texte, un nyen (wylie: gNyan, « esprit de la montagne ») tue son gendre, Khri-to, qui est l'homme primordial, dans une tentative dévoyée de venger sa fille. Le nyen, qui est ensuite amené à se rendre compte de son erreur par un médiateur, dédommage les six fils de Khri-to en leur faisant cadeau du tigre, du yack, du garuda, du dragon, de la chèvre et du chien. Les quatre premiers frères se lancent alors dans une expédition pour tuer des voleurs qui sont aussi impliqués dans la mort de leur mère, et chacun de leurs quatre animaux deviennent le drala (wylie : dgra bla, « esprit de guerrier protecteur ») personnel de chacun des quatre frères. Les frères qui ont reçu la chèvre et le chien choisissent de ne pas participer à l'expédition, leurs animaux ne deviennent donc pas des drala. Chacun des frères représente l'un des six clans tibétains primitifs (bod mi'u gdung drug), auxquels leurs animaux respectifs se retrouvent associés.
Les quatre animaux (où le lion des neiges remplace le yack) se retrouvent aussi fréquemment dans l'Épopée du roi Gesar, et parfois Gesar et son cheval sont représentés avec les dignités à la place du cheval du vent. Dans ce contexte, le lion des neiges, le garuda et le dragon représentent la communauté Ling (wylie : Gling) dont est issu Gesar, alors que le tigre représente la famille de Tagrong (wylie : sTag rong), l'oncle paternel de Gesar.
Les cérémonies du cheval du vent sont habituellement conduites conjointement avec le rite du lhasang (wylie: lha bsang, littéralement « l'offrande de fumée aux dieux »), dans lequel des branches de genévrier sont brûlées pour dégager une fumée épaisse et parfumée. Cela est censé augmenter la force de l'invocation des quatre éléments nag rtsis mentionnés ci-dessus. Souvent le rite est appelé risang lungta (wylie: ri bsang rlung ta), « offrande de fumigation (et lancer dans le vent ou dispersion) du rlung ta haut dans les montagnes ». Le rite est traditionnellement « foncièrement un rite séculier » et « n'exige pas la présence d'officiant particulier, qu'il soit public ou privé ». Le laïc implore une divinité de montagne pour « augmenter sa bonne fortune comme le galop d'un cheval et accroître sa prospérité comme le lait qui bout » (rlung ta ta rgyug/ kha rje 'o ma 'phyur 'phyur/).

### Dans les enseignements de Chögyam Trungpa
À la fin du XXe siècle, Chogyam Trungpa, un maître bouddhiste tibétain a incorporé des variantes de nombreux éléments décrits ci-dessus, notamment le cheval du vent, les drala, les quatre animaux (qu'il appelle des « dignités » : la démesure du garuda, l'insondabilité du dragon, l'humilité du tigre et la vivacité du lion des neiges) dans des enseignements séculiers qu'il a appelés apprentissage shambhala. C'est par cet apprentissage que nombre des idées décrites ci-dessus sont devenues familières aux occidentaux.

« La découverte du cheval du vent consiste, avant tout, à reconnaître la force de la bonté fondamentale qui existe en nous-mêmes et ensuite à projeter cet état d'esprit vers les autres, sans crainte. Faire l'expérience de cette énergie d'élévation dans le monde rend joyeux, mais apporte aussi de la tristesse. C'est comme tomber amoureux. Lorsqu'on aime d'amour, la présence de l'être aimé est à la fois délicieuse et douloureuse. On éprouve de la joie et de la peine en même temps. Mais ce n'est pas un problème ; en fait, c'est merveilleux. C'est l'émotion humaine idéale. Le guerrier qui fait l'expérience du cheval du vent ressent la joie et la douleur de l'amour dans tout ce qu'il fait. Il a simultanément chaud et froid, il a une sensation aigre et douce à la fois. Que les choses aillent bien ou mal, qu'il obtienne une réussite ou qu'il essuie un échec, il se sent à la fois triste et heureux. [...] Appeler le cheval du vent sert à éveiller et à actualiser l'aspect vivant du courage et de la vaillance. Il s'agit d'une pratique magique permettant de transcender le doute et l'hésitation et d'invoquer un état d'esprit intensément éveillé. Une fois qu'on a fait surgir le lungta, la présence authentique se produit. »

— Chögyam Trungpa, Shambhala. La voie sacrée du guerrier